# Argo (1912)
Argo – włoski okręt podwodny z początku XX wieku, jedna z ośmiu jednostek typu Medusa. Okręt został zwodowany 14 stycznia 1912 roku w stoczni FIAT-San Giorgio w La Spezii, a w skład Regia Marina wszedł 6 września 1912 roku. Pełnił służbę na Morzu Śródziemnym, biorąc udział w I wojnie światowej. W końcu 1917 roku jednostka trafiła do rezerwy, a z listy floty została skreślona we wrześniu 1918 roku.

## Projekt i budowa
„Argo” i jego siostrzane jednostki zostały zaprojektowane przez inż. Cesarego Laurentiego jako rozwinięcie poprzednich projektów tego konstruktora (Glauco i „Foca”). Po wybuchu oparów benzyny na „Foce” zrezygnowano ostatecznie z montażu na okrętach podwodnych silników benzynowych i do napędu jednostek typu Medusa użyto po raz pierwszy silników wysokoprężnych . Nowatorski napęd spowodował opóźnienia we wprowadzeniu okrętów do służby ze względu na przeprowadzane testy, wypadki i przeróbki. Ostatecznie jednak powstały udane jednostki charakteryzujące się wysoką manewrowością i stabilnością w położeniu podwodnym.
„Argo” zbudowany został w stoczni FIAT-San Giorgio w La Spezii. Stępkę okrętu położono 26 września 1910 roku, a zwodowany został 14 stycznia 1912 roku. Był pierwszym okrętem we włoskiej flocie noszącym to imię.

## Dane taktyczno-techniczne
„Argo” był niewielkim, przybrzeżnym okrętem podwodnym o konstrukcji dwukadłubowej . Długość całkowita wynosiła 45,15 metra, szerokość 4,2 metra i zanurzenie 3 metry. Wyporność normalna w położeniu nawodnym wynosiła 248–252 tony, a w zanurzeniu 305 ton. Okręt napędzany był na powierzchni przez dwa silniki wysokoprężne FIAT o łącznej mocy 650 KM. Napęd podwodny zapewniały dwa silniki elektryczne Savigliano o łącznej mocy 300 KM. Dwuśrubowy układ napędowy pozwalał osiągnąć prędkość 12 węzłów na powierzchni i 8 węzłów w zanurzeniu. Zasięg wynosił 1200 Mm przy prędkości 8 węzłów w położeniu nawodnym oraz 54 Mm przy prędkości 6 węzłów w zanurzeniu (lub 670 Mm przy 12 węzłach na powierzchni i 24 Mm przy 8 węzłach w zanurzeniu). Dopuszczalna głębokość zanurzenia wynosiła 40 metrów .
Okręt wyposażony był w dwie stałe dziobowe wyrzutnie torped kalibru 450 mm, z łącznym zapasem czterech torped.
Załoga okrętu składała się z 2 oficerów oraz 19 podoficerów i marynarzy.

## Służba
„Argo” wszedł do służby w Regia Marina 6 września 1912 roku. W początkowym okresie załoga okrętu przechodziła szkolenie na wodach Morza Tyrreńskiego i odbywała krótki rejsy głównie w rejon Sardynii. W momencie przystąpienia Włoch do I wojny światowej okręt wchodził w skład 2. dywizjonu okrętów podwodnych w Wenecji (wraz z siostrzaną „Fisalią” oraz „Giacinto Pullino”). W pierwszych dwóch latach wojny okręt wychodził na ofensywne patrole pod nieprzyjacielskie wybrzeże, a od końca 1916 roku używano go głównie do ochrony własnych baz.
W końcówce 1917 roku „Argo” trafił do rezerwy i został rozbrojony. 31 grudnia 1917 roku okręt wchodził w skład Flotylli Górnego Adriatyku w Wenecji (wraz z „Delfino”, X 1, „Atropo”, „Tricheco”, „Fisalia”, „Argonauta”, „Narvalo”, „Zoea”, „Otaria”, „Squalo”, F 2, F 3, F 4, F 5, F 12, F 13 i F 16) . Okręt został skreślony z listy floty 26 września 1918 roku.